# T.I. vs T.I.P.
T.I. vs T.I.P. è il quinto album del rapper T.I., uscito negli States il 3 luglio 2007. A una settimana dalla pubblicazione ha venduto 468,000 copie, diventando quasi disco d'oro.

## Tracce
1. ."Act I (T.I.P.)"
2. ."Big Things Poppin' (Do It)"
3. ."Raw"
4. ."You Know What It Is"
5. ."Da Dopeman"
6. ."Watch What You Say To Me"
7. ."Hurt"
8. ."Act II (T.I.)"
9. ."Help Is Coming"
10. ."My Swag"
11. ."We Do This"
12. ."Show It to Me"
13. ."Don't You Wanna Be High"
14. ."Touchdown"
15. ."Act III (T.I. vs. T.I.P.) The Confrontation"
16. ."Tell 'Em I Said That"
17. ."Respect This Hustle"
18. ."My Type"
19. ."The Hottest"
20. ."You Ain't Fly"
21. ."Hustlin'"